# Опасне игре
Опасне игре (шп. Perro amor) америчка је теленовела, продукцијске куће Телемундо, снимана током 2009. и 2010.
У Србији је емитована током 2010. на телевизији Фокс, односно телевизији Прва.

## Синопсис
Ово је прича о Антонију Бранду, познатијем као „Пас Брандо“, и његовој рођаци Камили Брандо, који се још од тинејџерских дана играју опасних игара и опклада у којима је све сем заљубљивања дозвољено. Међу њима не постоје моралне препреке, већ супротно, претварају свој живот у руски рулет сачињен од мрачних страсти, опасних освајања и еротских понуда без цензуре. За њих су задовољство и адреналин разлог живљења и све што је повезано са сексом је дозвољено..
На дан свог венчања, Антонио се сусреће са новим изазовом који му Камила предлаже уз нову нову опкладу која захтева да Антонио уместо судбоносног да изговори не. Тако и бива, и Антонио без икаквог срама на сред церемоније оставља своју зарученицу. Усред тог скандала, Антонио упознаје Софију, једноставну девојку која својом лепотом привлачи његову пажњу и тиме се претвара у жртву његове следеће опасне опкладе са Камилом, у којој се он обавезује да ће је завести и одвести у кревет знајући да је невина. Оно што он не слути је да је и Роки Перез, атрактиван певач жељан успеха, такође гаји интересе према Софију, интересе који су за разлику од његових искрени и озбиљни.
Антонио отпочиње своју игру, међутим грађевинска фирма његовог оца у њој представља једну од великих препрека ка остварењу циља. Наиме, фирма планира да отпочне стамбену изградњу некретнина од великог значаја, изградњу која повлачи за собом како рушење постојећих објеката, тако и исељавање становника Сан Херонима, управо места у коме живи Софија. Камила је задужена за продају тог земљишта, и заједно са својим супругом, користи се замкама и лажима како би искористила одређену групу људи, између осталих и Дон Дага, Рокијевог оца, кога доводи до почињења самоубиства. Тако Антонио и Роки постају ривали, с једне стране због Софијине љубави, а с друге због неправде Антонијове породице која је проузроковала убиство Рокијевог оца.
Антониова несвест и фаталне опкладе његове рођаке погађају и економску ситуацију породичне фирме, због чега Антонија отац протера из куће. У настојању доказивања своје радикалне промене, Антонијо одлучује да заведе Софију, уверен да све држи под контролом и ни не слутећи да ће том приликом љубав закуцати на његова врата.

## Улоге
| Глумац:             | Улога:                 |
| ------------------- | ---------------------- |
| Карлос Понсе        | Антонио Брандо         |
| Ана Лусија Домингез | Софија Сантана         |
| Марица Родригез     | Камила Брандо          |
| Хотан Фернандез     | Роки Перез             |
| Марица Бустаманте   | Данијела Валдири       |
| Елус Пераза         | Клеменсија Брандо      |
| Виктор Камара       | Педро Брандо           |
| Карлос Гарин        | Анхел Сантана          |
| Марко Фигероа       | Марк                   |
| Патрисија де Леон   | Џенифер Лопез          |
| Адријан Карбахал    | Алехо Сантан           |
| Карлос Феро         | Бени Капаросо          |
| Наталија Рамирез    | Росарио Сантана        |
| Роберто Хисоћеа     | Гјардинис              |
| Родриго де ла Роса  | Гонзало Касерес        |
| Росалинда Родригез  | Доња Беатриз           |
| Паола Камподонико   | Лорена Лопез           |
| Силвана Аријас      | Вероника Џесика Муриљо |
| Вероника Монтес     | Лена                   |
| Сули Монтеро        | Доња Сесилија Брандо   |
| Раул Аријета        | Дијего Тамаљо          |
| Марта Пицанес       | Лиђија Сантана         |
| Дајана Гароз        | Вивјана                |
| Анхелика Селаја     | Миранда                |
| Маноло Коего        | Хоакин Валенсија       |
| Фред Ваље           | Фернандо Валдири       |
| Фреди Викез         | Хајро Чапаро           |
| Роберто Леверман    | Уснави Муриљо          |
| Франк Фалкон        | Хуан Камило            |
| Оникс               | Оникс (пас)            |